# Giovanni Piubello
Giovanni (Nani) Piubello (San Bonifacio, 24 giugno 1921 – Mantova, 16 giugno 1983) è stato uno scrittore italiano.
(Giovanni Piubello, 2° numero unico di attualità librarie, per la bancarella dei Portici Broletto, Mantova, maggio 1955)

## Biografia
Trascorse l'infanzia nel paese natale, e si trasferì a Mantova nel 1928 dove conseguì il diploma di perito industriale, ma volle diventare scrittore, libraio ed editore.
La sua prima opera, pubblicata in proprio, fu Zingara e poi diede alle stampe numerosi volumetti di racconti, prose, lettere in piazza e A proposito di gobbi, in versi.
Nel 1967 l'editore Rizzoli pubblicò il romanzo Matti beati, con il quale vinse il premio nazionale Duomo. Il romanzo è autobiografico e racconta l'infanzia dello scrittore nel paese di San Bonifacio (Sambonifacio), descrivendo un quadro suggestivo della vita contadina e di paese negli anni Venti, in un contesto di sostanziale povertà vissuto tuttavia con allegria.
Il successo fu di breve durata e Piubello continuò a stampare in proprio, nelle Edizioni di Bancarella, le sue storie, le sue lettere e i suoi dialoghi con lettori veri o presunti.
Fu straordinario osservatore della vita cittadina nella sua patria d'adozione, e fu amato dai mantovani che trovavano nella bancarella sotto i portici Broletto un dimesso ma profondo uomo di cultura.
Il Comune di Mantova gli ha dedicato una lapide, apposta sulla sua casa in città.

## Opere
- Zingara, Mantova, 1954
- Bancarella, quaderno mensile di attualità librarie, edito e diretto da Giovanni Piubello, il primo esce come numero unico nel febbraio 1955, poi fino al dicembre 1966, 64 numeri in tutto
- A proposito di gobbi (in versi), Mantova, 1966, 2ª ed. 1969
- Matti beati, Milano, 1967 (Premio Duomo), 2ª ed. Mantova, 1984
- Le paure, Mantova, 1969
- Un cane e poi tantissimi, Mantova, 1970
- Mai contento, Mantova, 1970
- Domani si mangia, Mantova, 1971
- Tutti in piazza, Mantova, 1972 (Premio Stampa)
- Collana di tascabili Tutto in tasca: 1. I gobbi - 2. Acqua fresca - 3. Fratello frate - 4. Piazzetta a Mantova - 5. Il selvatico sono io - 6. Signora con cagnone sotto i portici - 7. La moglie offesa - 8. Storie a ... - 9. Il primo libro dei bottoni - 10. Allegri a spaventare - 11. Il secondo libro dei bottoni, Mantova, 1973-1978
- I romanzi, a cura di M. Artioli e V. Bertazzoni, Sometti, 2003, EAN 9788874950249.
- I racconti. Le poesie, a cura di M. Artioli e V. Bertazzoni, Sometti, 2003, EAN 9788874950584.
- Piccole storie. Lettere e bottoni in piazza, a cura di M. Artioli e V. Bertazzoni, Sometti, 2004, EAN 9788874951147.
- Album Piubello. Uno scrittore in piazza, a cura di M. Artioli e V. Bertazzoni, Sometti, 2005, EAN 9788874951253.